# U街
U街走廊（U Street Corridor）是美国华盛顿哥伦比亚特区西北区的一个商业和住宅区，有许多商店、餐厅、夜总会、画廊和音乐场地，长达9个街区。它东到9街，西到18街和佛罗里达大道。1920年代到1960年代，U街是哥伦比亚特区的黑人娱乐中心，称为“黑人百老汇（Black Broadway）”以及“哥伦比亚特区的黑人文化中心”。在1968年华盛顿哥伦比亚特区大暴动后经历了一段时间的衰退，经济开始发展，1991年开通了U街地铁站。

## 历史
U街在很大程度上是一维多利亚时期社区，由房地产开发商开发于1862-1900年间，以适应美国内战后对住房的高需求，其中大部分已被指定为历史街区。电车在20世纪初开通，方便政府雇员到市中心上下班及购物。

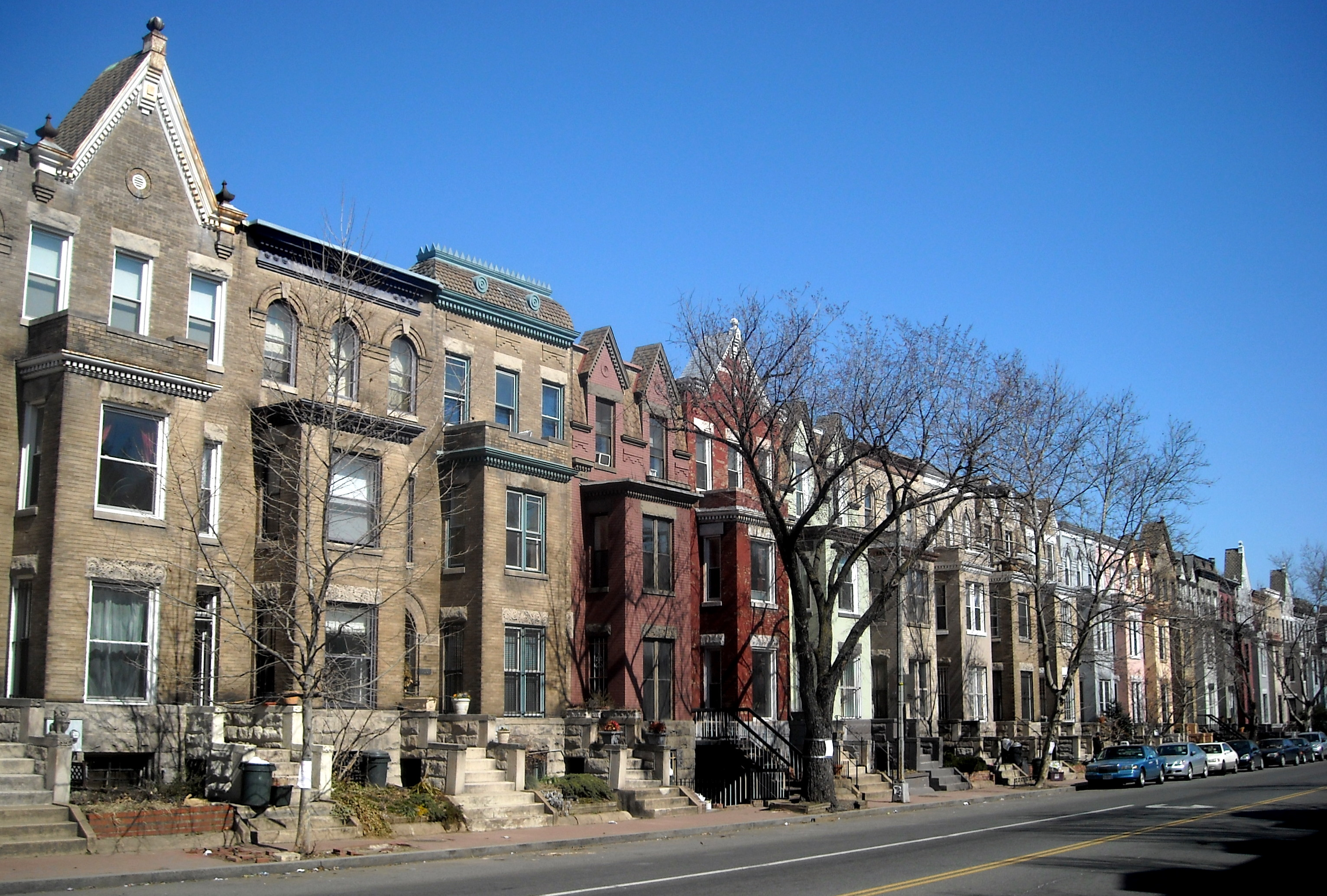

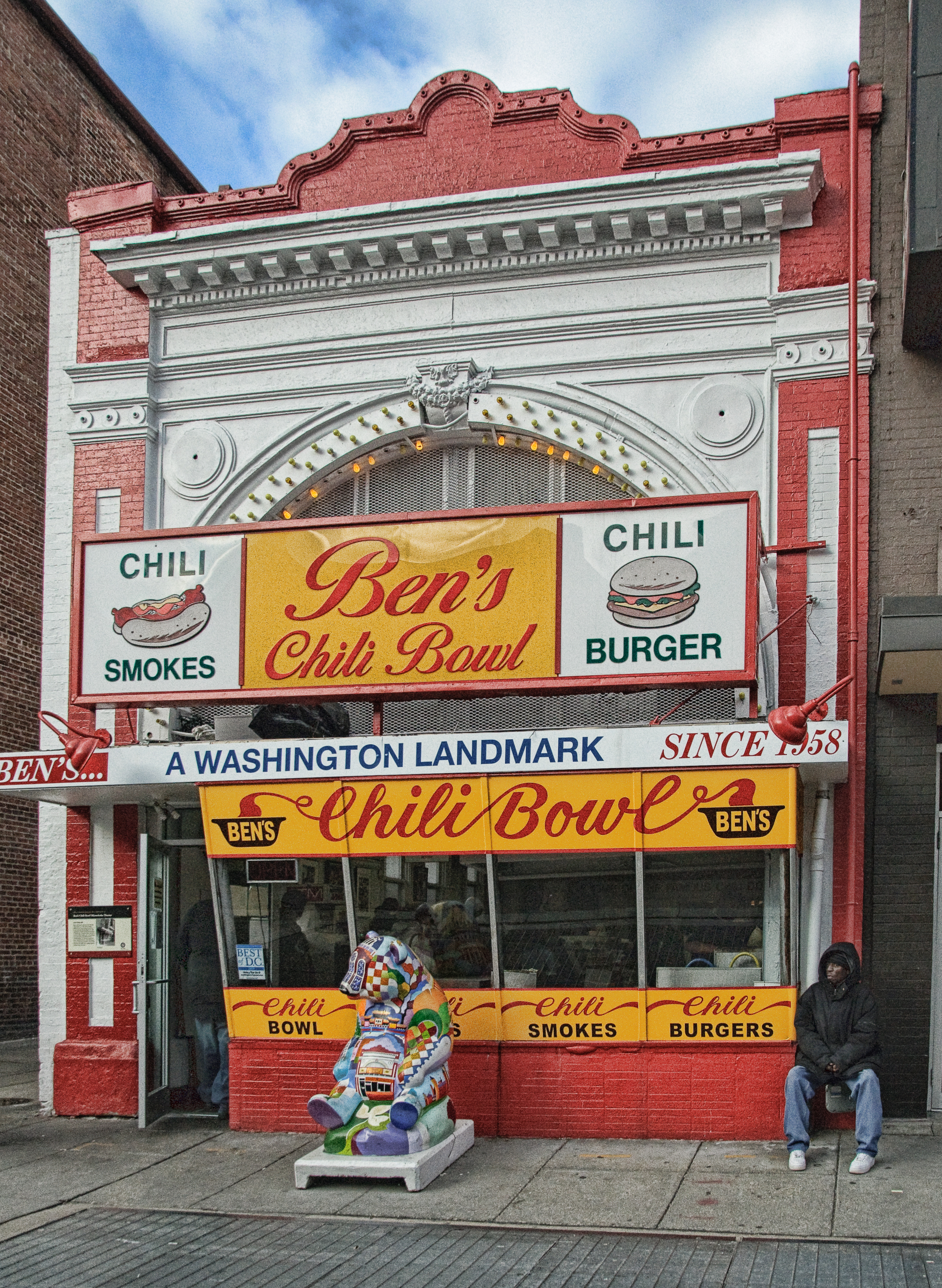
Ben's Chili Bowl

U街街区在新世纪后复兴，伴随着中产阶级化。

## 建筑
该社区包括黑人建筑师的作品，包括约翰·兰克福德，当时被称为“黑人建筑院长”。

## 音乐，艺术与文化
U街一直是华盛顿哥伦比亚特区的音乐中心，包括林肯剧院（Lincoln Theatre），霍华德剧院（Howard Theatre），波西米亚洞穴（Bohemian Caverns）以及其他俱乐部。 9:30 Club，Black Cat，DC9和U Street Music Hall也都位于U街。U街还举办一年一度的放克（Funk）游行，这是一场庆祝放克音乐，社区艺术和创造力的节日。 在U街的几乎每个角落都可以找到公共艺术，街头艺术或涂鸦和壁画。